# Sierra Fría
Sierra Fría està ubicada al nord-oest de l'estat mexicà d'Aguascalientes dins els municipis de San José de Gracia, Calvillo, Rincón de Romos, Jesús María i Pabellón de Arteaga; compren una extensió de 112.090 hectàrees de serra i boscos travessats per la carretera escènica La Congoja - El Temazcal, on desctaquen les espècies de pi, alzina, cedre, arboç, freixe, entre d'altres. Aquí es troba el turó de la Ardilla, el de major elevació sobre el nivell del mar amb una altura de 3.050 metres. La fauna predominant és el cérvol de cua blanca, el puma, el porc senglar de collar, el gat salvatge, el bassarisc centreamericà, la guineu grisa, l'àliga reial, el falcó pelegrí, la perdiu moctezuma i el camaleó. Les activitats que es poden realitzar són: acampades, excursionisme, caminades guiades per rutes interpretatives, observació de flora i fauna, rutes a cavall, ciclisme de muntanya, pesca esportiva-recreativa i cinegètica (ambdues amb el seu permís corresponent).